# Ceràmica de Paterna

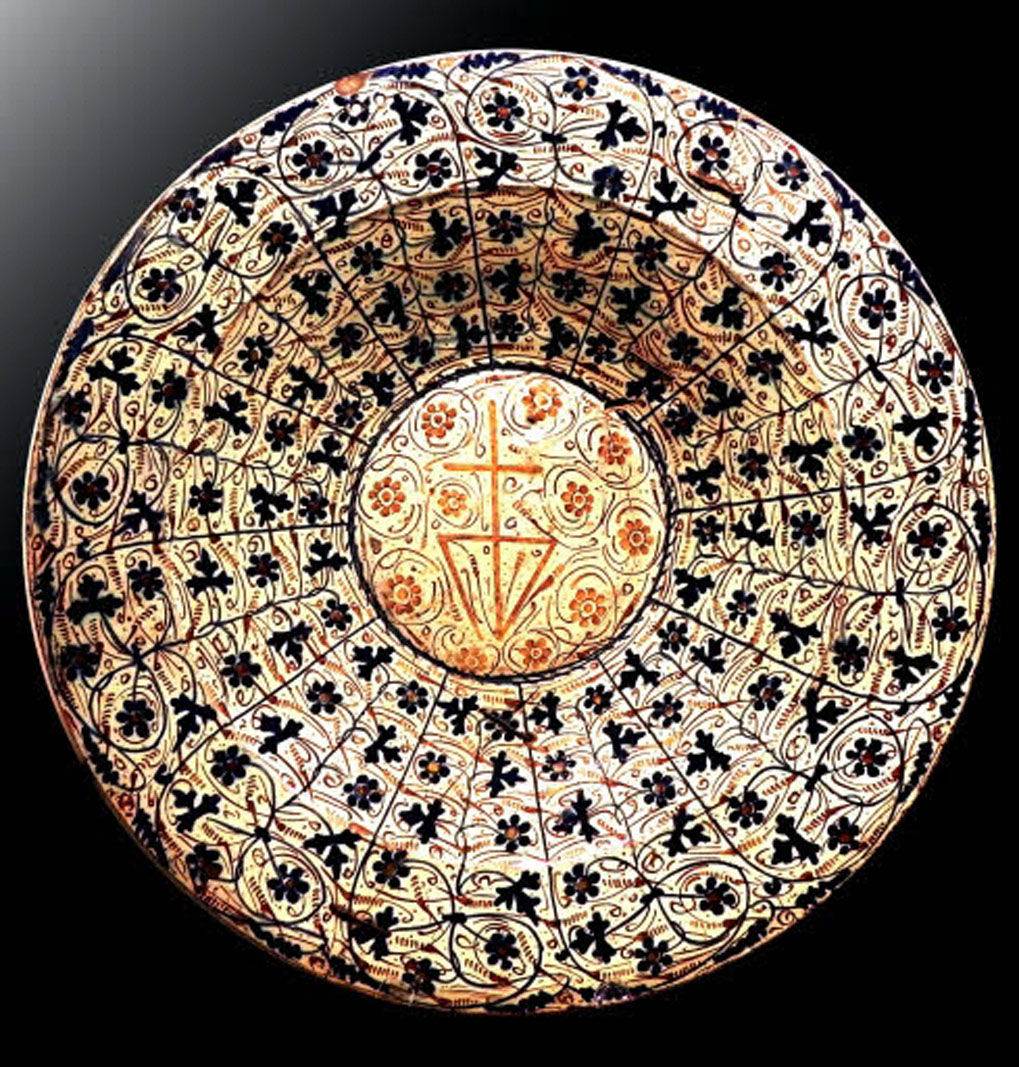
Plat de reflex daurat de la sèrie blava de finals del, amb decoració de «full de julivert», molt similar a altres realitzats a Manises, conservat al Museu de Ceràmica de Barcelona.

La ceràmica de Paterna va ser elaborada entre els segles xiii i xvi a la població de Paterna, a l'Horta de València. Entre la seua producció destaca la ceràmica tipus mudèjar, també anomenada hispano-morisca, la ceràmica verd i manganès (obtinguda amb òxids de coure i manganès) sobre fons blanc vidrat, la de reflexos metàl·lics també anomenada pisa daurada i la sèrie blava. La tècnica de la pisa daurada, encara que no es troba provat documentalment, es creu que va passar de Màlaga a territori valencià a principis del segle xiv i al cap de poc temps ja hi havia un estil propi totalment assentat a les terrisseries de la zona.

## Història

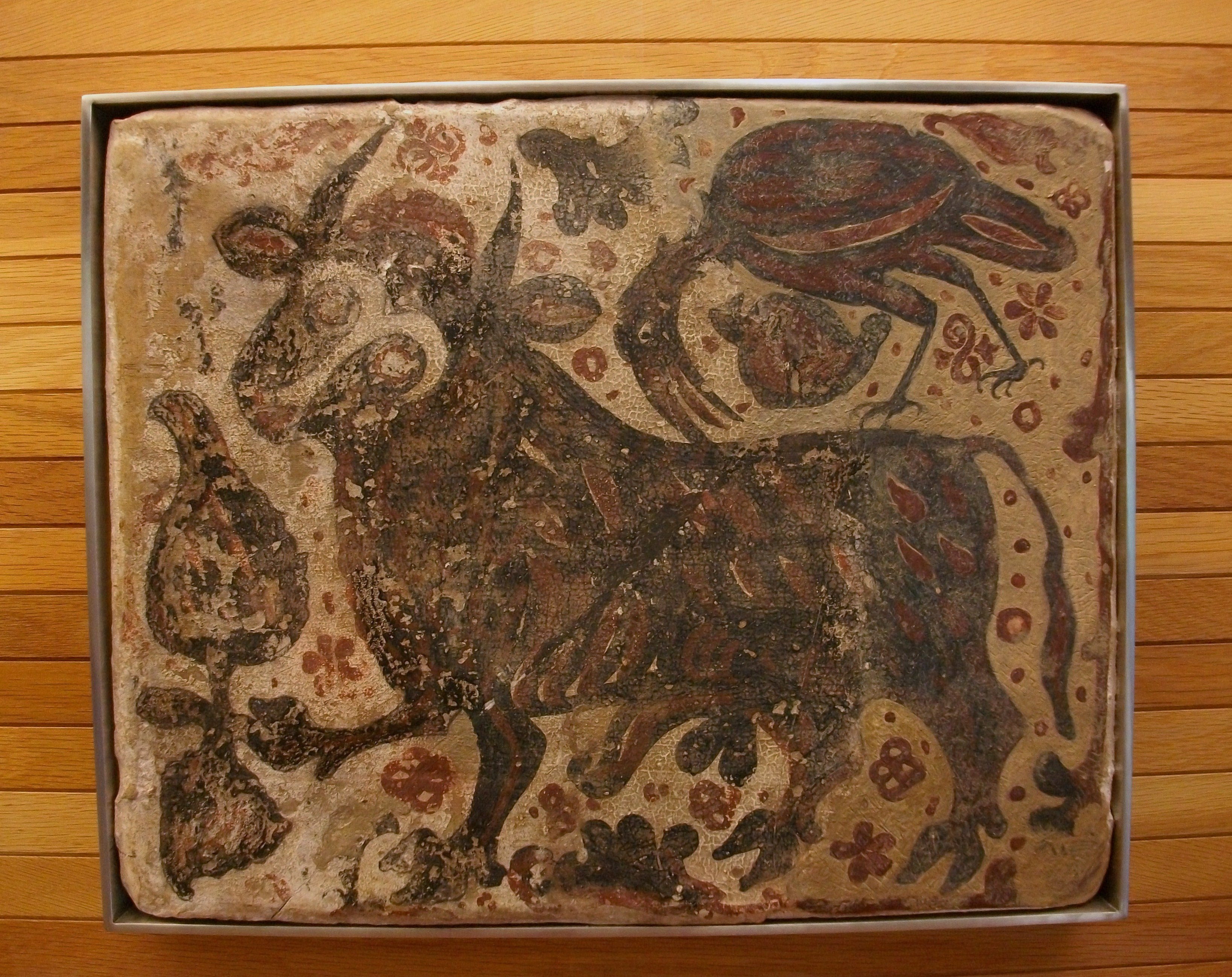
Socarrat del Museu de Belles Arts de Castelló mostrant un toro, una esplugabous i una tulipa

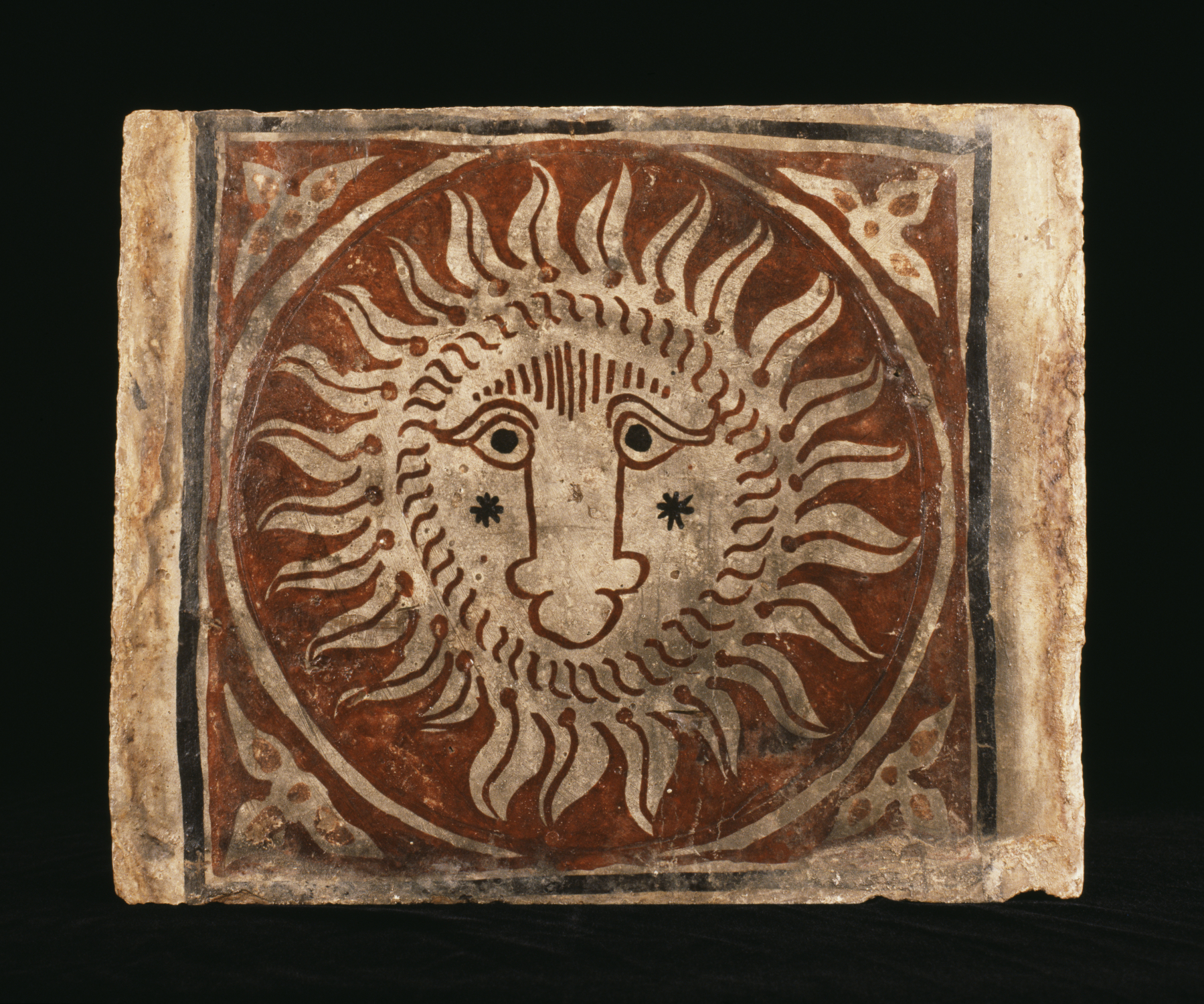
Socarrat de Paterna datat entre 1490 i 1550. Al Walters Art Museum, i abans a la col·lecció de William Randolph Hearst

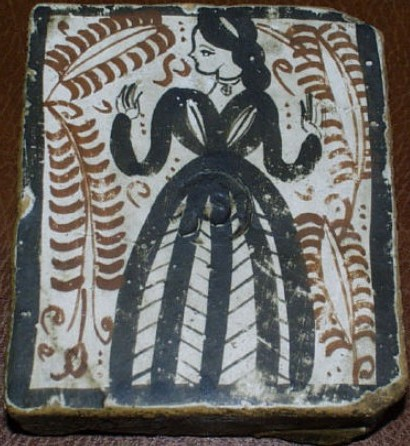
Socarrat amb dama (Museu Nacional de Ceràmica i de les Arts Sumptuàries "Gonzàlez Martí")

Paterna, una ciutat situada molt a prop de València i a la vora del riu Túria; va ser conquistada per Jaume I d'Aragó l'any 1237 i, posteriorment, donada com senyoriu al noble aragonès Artal de Lluna, segons el Llibre del Repartiment de València. Aquest nou senyor va protegir la fabricació de la ceràmica —elaboració que fins llavors ja suposava l'ocupació majoritària d'aquesta població—, aconseguint grans beneficis amb els impostos sobre les vendes realitzades. Després de la conquesta de València ocorreguda l'any següent a la de Paterna, el rei Jaume I també va afavorir els musulmans que practicaven la ceràmica mitjançant un decret on es «prohibia a jueus i cristians que utilitzen els forns àrabs», de manera que van obtenir durant els segles xiii, xiv i xv l'exclusiva de la producció d'«obra de terra», encara que a partir del segle xiv ja es troben terrissaires amb noms cristians.
Els artesans de Paterna s'ubicaven en dos barris. El dels «Oleries Xiques» o «Menors» que estava situat al sud de la població, a extramurs i proper a les terrasses al·luvials del riu Túria, i el dels «Oleries majors» una mica més allunyat del poble a la part oest. Tots dos disposaven d'abundant aigua i argila. Segons les diverses excavacions efectuades fins a l'any 2005, s'havien trobat 34 terrisseries, 24 grans forns i 28 forns petits que s'utilitzaven per a la pisa daurada.
Al segle xvi la producció va entrar en declivi per la gran competència que va rebre de la població veïna de Manises, sobretot en la fabricació de ceràmica de reflexos metàl·lics.
Gran quantitat de la ceràmica de Paterna va ser trobada gràcies a unes excavacions de l'any 1907, dirigides per l'investigador de ceràmica valenciana Manuel González Martí, en un lloc proper a la ciutat de Paterna conegut com El Molí del Testar, part d'aquest descobriment s'exposa al Museu Nacional de Ceràmica i de les Arts Sumptuàries González Martí de València, al Museu de Ceràmica de Paterna i una altra part al Museu de Ceràmica de Barcelona després que fóra adquirida el 1921 per la Junta de Museus de Catalunya amb l'impuls de Joaquim Folch i Torres, el seu director.

## Producció

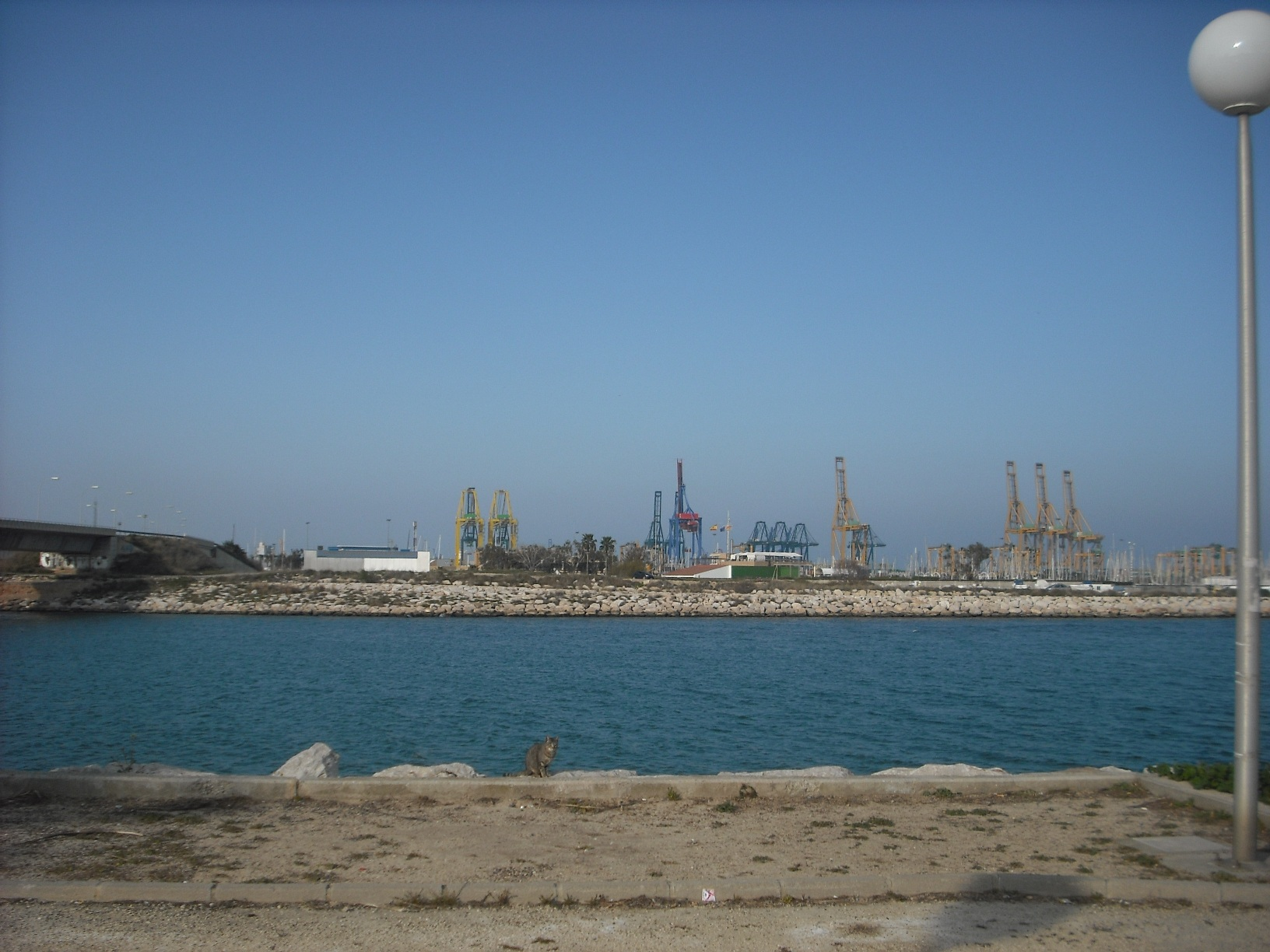
Riu Túria al costat del Port de València, lloc d'embarcament, per a la distribució de les antigues ceràmiques de Paterna, cap a altres ports de la Mediterrània.

A mitjans del segle xiii, es van anar abandonant les vaixelles usuals de fusta per les de ceràmica. De seguida els nous senyors es van convertir en bons clients dels terrissaires mudèjars i a mesura que avançava el temps, ja ficats en el gòtic, el refinament de la nova classe «burgesa», va fer que la producció de Paterna fos sol·licitada des de diversos punts de la resta de la península Ibèrica. En els contractes medievals d'encàrrecs, segons es pot llegir, s'especificava el nombre d'atuells i el temps de lliurament i moltes vegades era el comprador el que presentava la mostra de la decoració que volia a més de la forma i mida, amb la precisió que «havia de ser del millor i més no tan bonica com la mostra». Les ceràmiques es transportaven en barques de sirga —barcasses arrossegades per bèsties—, pel riu Túria fins a arribar al port de València, lloc d'embarcament per a diversos punts de la Mediterrània. Fins aquell moment el cost de l'embalatge i transport era a càrrec dels terrissers, les peces es col·locaven dins d'unes grans gerres conegudes com a guerres d'estibar escudelles.
Per diverses excavacions realitzades a partir de la dècada dels anys vuitanta del segle xx, s'ha pogut observar la situació de les terrisseries que estaven construïdes en planta rectangular, al voltant de patis i contínues les unes a les altres. La distribució dins dels tallers era per zones de treball, l'ocupada pels torns, al segle xiii, estava en els costats majors de la planta rectangular i acostada als murs, els torns es trobaven semienterrats dins del sòl, en el fons hi havia una pedra amb un orifici on se subjectava l'eix del torn. La col·locació va canviar cap a la meitat del segle xiv, quan els torns es van enterrar completament en forats amb forma cilíndrica, on al centre se subjectava amb morter una pedra amb un orifici per a la subjecció de l'eix del torn, aquests forats tenien una profunditat d'uns 80 cm, on el terrisser es trobava assegut a la vora i amb les cames ficades dins d'aquest i així accionar amb el peu el torn, de manera que tenia la comoditat d'anar deixant les peces realitzades, a nivell del terra del taller, sense necessitat de moure's. Altres torns trobats pertanyents al segle xv, mostren un nou canvi, en aquesta època es van muntar els torns de banc construïts arran de terra, enterrant només la base amb morter que subjectava alhora la pedra perforada. Al costat dels torns hi havia una petita pila excavada a terra per col·locar l'argila ja preparada, aquestes petites basses tenien la base una mica inclinada i una llosa en la part central, el que permetia a l'argila col·locada en aquesta part deixar anar l'aigua sobrant que pogués tenir.
Al pati exterior del taller, es realitzaven els treballs de rentat, decantat i remull de les argiles en grans basses, hi havia altres de més petites que era on es pastaven i barrejaven les diferents terres. La trituració es feia amb corrons o malls i un cop remullada hi havia un lloc especial per trepitjar fins a aconseguir la plasticitat suficient per obrar-la. En aquests patis, en el lloc oposat a les basses, es trobaven els forns, normalment hi havia un gran forn per les primeres i segones coccions i altres forns més petits emprats per a la cocció de les pises amb decoració de reflex metàl·lic o daurades. La capacitat d'aquests forns eren de mig metre cúbic, ja que les peces realitzades amb aquesta decoració solien ser obres petites dedicades al servei de taula o neteja personal.
En les primeres peces de terrisseria de Paterna dels artesans usaven una terra del pla de Quart de Poblet que barrejaven amb greda i amb llacor del riu Túria que utilitzaven com desengreixant, les terres resultants eren de dues classes: una gruixuda que servia per pisa de rebost i una altra fina per vaixella. La seva tipologia és similar a la ceràmica de Terol amb decorats d'elements geomètrics relacionats amb la ceràmica califal de Còrdova. Les representacions són figures de personatges, així com diversos animals com perdius, conills, cérvols, peixos o dracs.

### Ceràmica d'«obra Aspra»
La primera ceràmica anomenada «obra Aspra» (obra aspra) no estava recoberta per cap esmalt i tenia una sola cocció. Amb ella, els recipients que es realitzaven eren gerres, vinateres, setrills, cassoles, llums d'oli o gerres grans per guardar el gra, aquestes mateixes peces de gerres grans servien també per al transport de les escudelles i plats per a la seva venda. Les ordenances manaven que havien de portar «la marca del terrisser i anar recobertes de peix, que es portava de Castella», les que s'utilitzaven per a l'«embalatge de ceràmica havien d'anar recobertes d'espart». Poques peces tenien decoració encara algunes, especialment les gerres presenten unes línies en ziga zaga de color fosc realitzat amb òxid de manganès.

### Ceràmica esmaltada

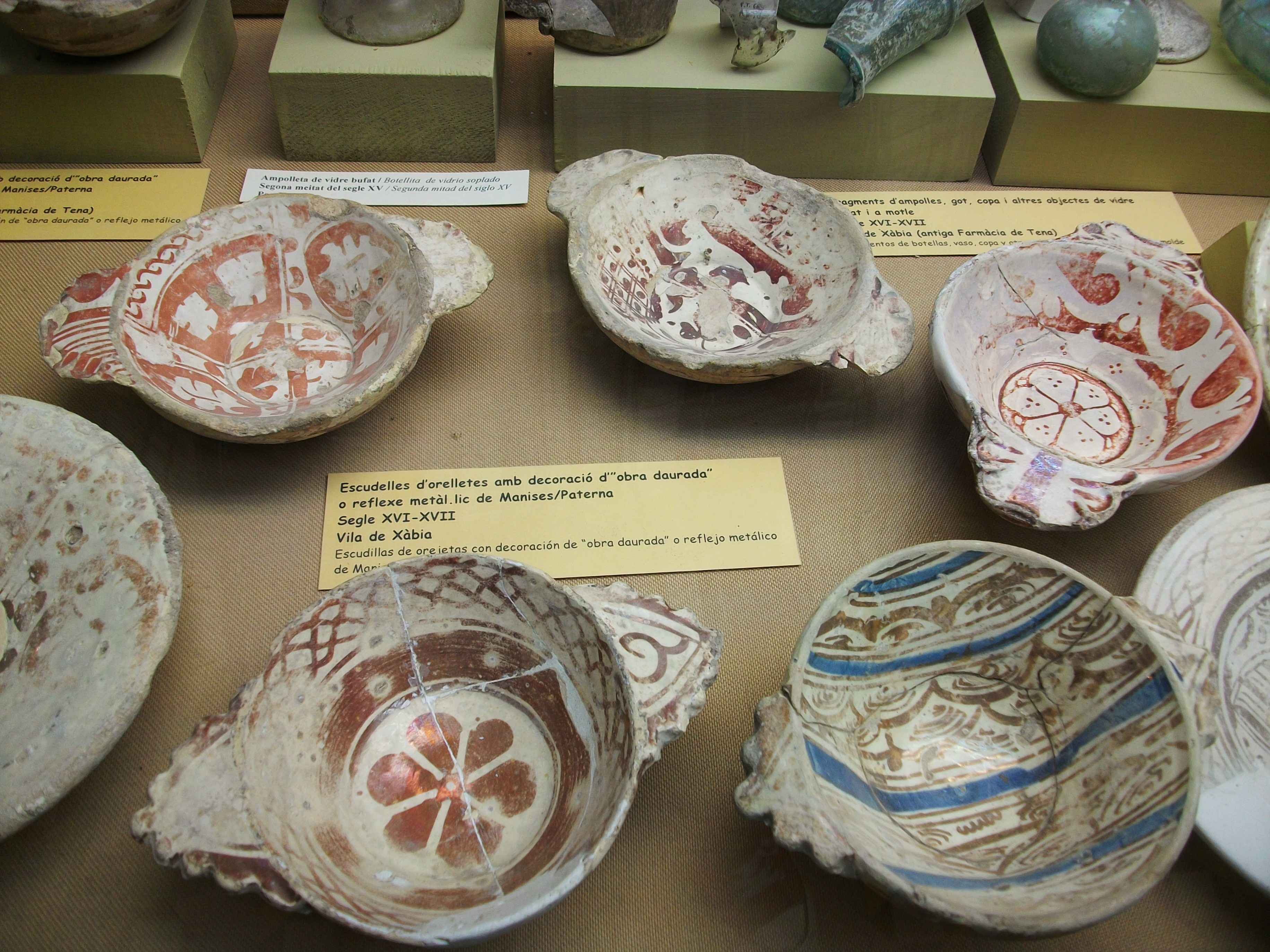
Escudelles d'orelletes amb decoració de pisa daurada o reflex metàl·lic procedents de Paterna/Manises. Segle -. Museu Soler Blasco, Xàbia.

Aquesta ceràmica és la que un cop passada pel forn rebia una cobertura d'esmalt de fons que li proporcionava el color blanc i en què per aconseguir-intervenia l'estany, sobre el qual es realitzaven els motius ornamentals amb òxids metàl·lics abans d'una nova cocció. Els colors van ser variant, de finals del segle xiii fins a mitjans del segle xiv que es va utilitzar el blau d'òxid de cobalt, mentre que en les últimes produccions fins a principis del segle xv es va utilitzar els reflexos metàl·lics. Aquesta ceràmica tenia les formes d'acord amb la necessitat de la vaixella de taula: plats plans, escudelles amb orelletes, bols, fonts de parets altes i gerres de diversos tipus.
Durant aquesta època la ceràmica va ser adquirint un marcat estil gòtic barrejat amb elements afegits islàmics. Els artesans en la seva majoria eren musulmans conversos o no, que treballaven en petites terrisseries familiars i seguien aferrats als seus orígens, es creu que provenien els seus models i tècnica de la realitzada a Màlaga, les seves obres rarament es troben signades i si ho fan, és com una espècie de marca per no confondre les peces en els forns comunals. La producció de Paterna va ser imitada en altres tallers de la resta de la península, així com en regnes més allunyats principalment italians, on van intentar imitar el reflex daurat i els motius decoratius. Aquest tipus de ceràmica és anomenada a Itàlia de la «família italo-morisca» on els temes i la tècnica emprada va ser inspirada en la ceràmica daurada espanyola i que tractava d'imitar usant el manganès i pintant les superfícies en color groc-taronja.
- Tècnica. El reflex que es produïa a Paterna i en Manises requeria tres coccions, una de bescuit, la segona amb el vernís estannífer i si es precisava el blau de cobalt i l'última a una temperatura de 600° efectuada en atmosfera de reducció sense oxigen i amb abundant fum, aquesta cocció era la que ressaltava el reflex. La pel·lícula metàl·lica s'efectuava amb un aliatge de coure i plata diluïda en vinagre, aquesta barreja, aplicada amb pinzell o ploma, quedava adherida a la superfície de la peça envernissada després de l'última cocció i segons la proporció de la plata o del coure i la durada de la cuita s'aconseguia diferents tons de reflexos.[15][16] La cocció havia de ser breu voltant d'unes tres hores i s'usava com a combustible plantes riques en hidrocarburs com el romaní o l'estepa en general plantes olioses amb la finalitat de potenciar la reducció. Un cop extreta la peça del forn quedava emmascarada pel fum que obligava a una neteja de rentat per comprovar la qualitat de l'obra.[17]

### Sèrie verda i manganès

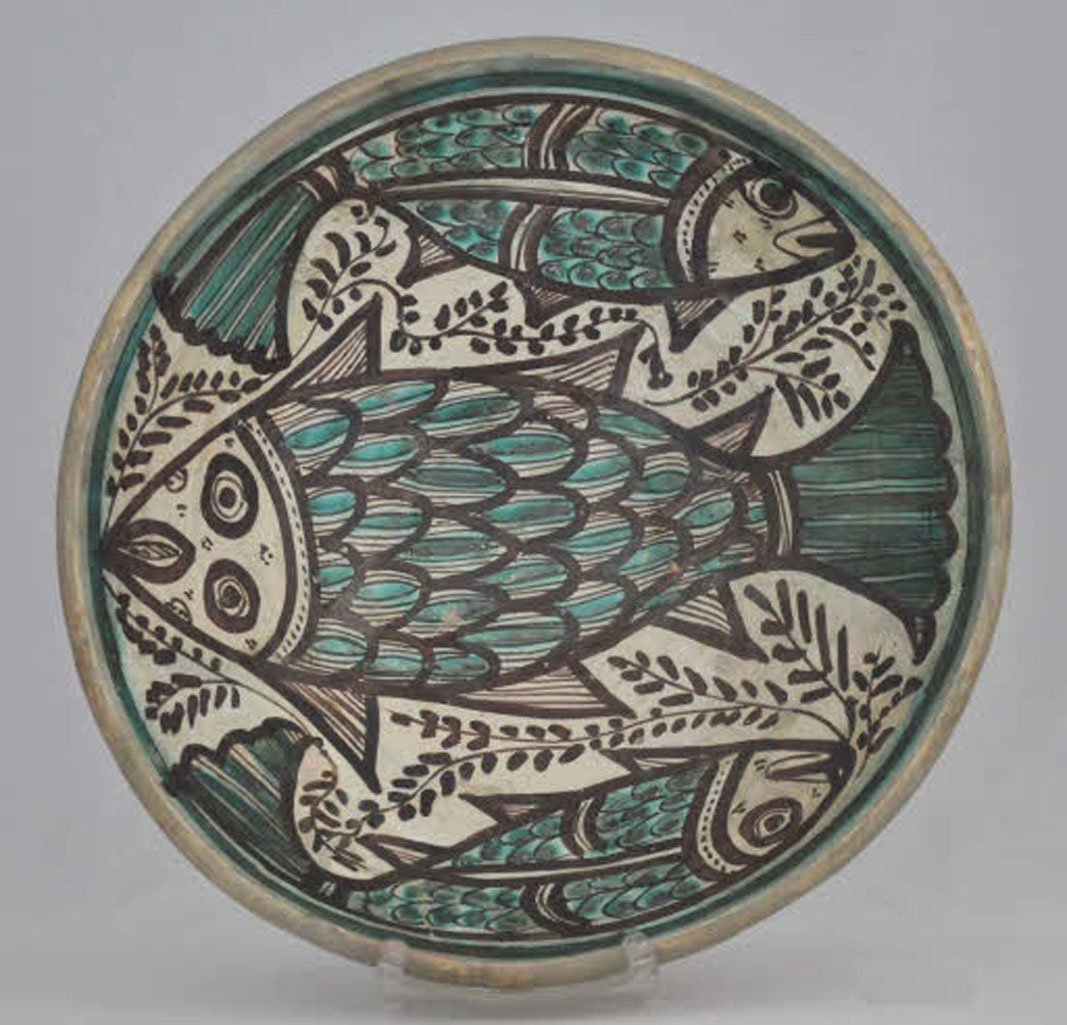
Font amb decoració zoomorfa i complements vegetals. Paterna, segles -

La bicromia del verd i morat, produïda pels òxids de coure i manganès, té el seu origen documentat a Mesopotàmia des d'inicis del segle ix i es va difondre amb rapidesa per tot el món àrab, arribant a la península espanyola amb els terrissaires del califat de Còrdova al segle x.
A Paterna va aparèixer cap al segle xiii. En els exemplars conservats tenen especial personalitat els motius decoratius, des de representacions florals amb palmetes o pinyes, formant franges o cercles, típiques en els originals egipcis i perses, fins a les zoomorfes: animals en general custodiats per l'anomenat arbre de la vida d'origen persa i respectant un equilibrat eix simètric. La figura humana es representava amb dames o guerrers envoltats per orles de fulles, brancatges o els senzills traços en ziga-zaga islàmics. Si els motius eren només geomètrics, solien venir acompanyats de les claus del Paradís o de la mà de Fàtima o Jämsä, símbols de la felicitat i la saviesa en l'art musulmà. També era molt comú la decoració amb epigrafies en àrab, a manera de «alafía» (benestar/benedicció). Entre les peces de vaixella més representatives hi havia les escudelles còncaves o amb una petita vora, les havia «de pessic» o «de monja» per tenir les seves vores ressaltades en forma d'ondulacions a base de pressions realitzades pels dits dels terrissaires i que s'usaven com salers, aquest tipus estava molt estès per la península i es podien trobar a les terrisseries de Valladolid, Toledo o Manises.

### Sèrie blava
Les peces amb decoració blava, que van substituir la verda i morada, es van produir a Paterna durant l'últim terç del segle xiv per influència de la ceràmica malaguenya. Les decoracions canviar a línies amb ritmes més depurats, les figures d'animals estan tractades realistes però amb un traçat més lineal i estilitzat, van aparèixer també les figures humanes representades en forma de bustos. Una de les peces més fabricades van ser els albarels, que ja s'havien realitzat en menor quantitat durant la sèrie anterior verda i morada, aquestes peces a més de ser usades per a medicaments, també s'utilitzaven a les llars per guardar les espècies. A finals d'aquest mateix segle es van exportar a Itàlia peces fabricades amb reflex metàl·lic i amb motius decoratius molt minuciosos. A principis del segle xv es van incorporar nous motius religiosos com el «A Maria», «JHS», «Gràcia Plena», escuts heràldics o fulles de julivert i d'heura.

## Socarrat

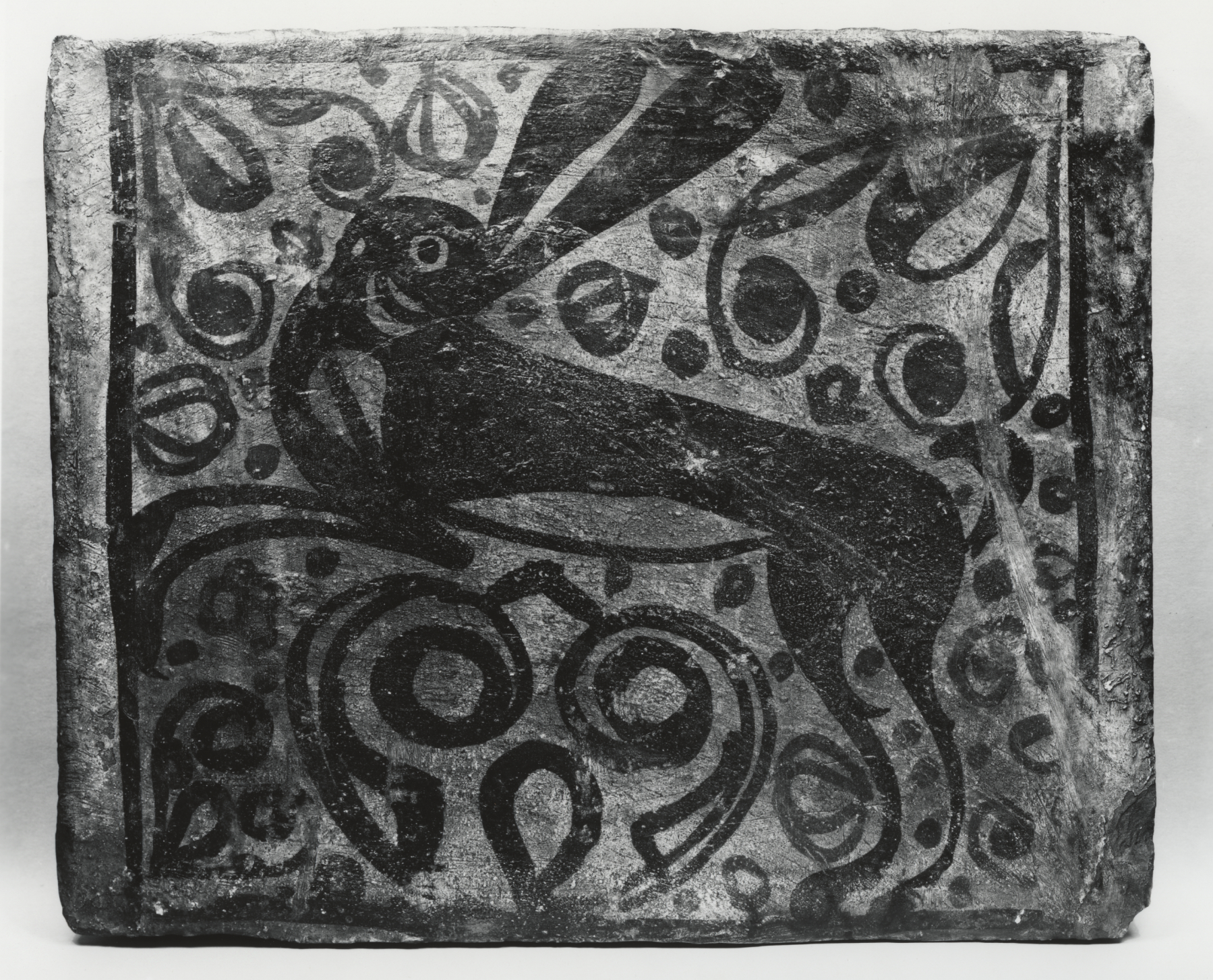
Socarrat amb una llebre (cap 1513). Procedent de la Casa del Delme de Paterna, va ser adquirit el 1958 pel Walters Art Museum

Al segle xv es va iniciar la fabricació de la ceràmica més característica de Paterna, els socarrats, peces quadrades o rectangulars i de força gruix (uns 3 centímetres), realitzades especialment per a la decoració de sostres i que es col·locaven entrebigats. Com que no eren peces per a entrar en contacte amb l'aigua, es realitzaven amb una sola cocció i sense vidriar, per l'altura en què es col·locaven que mantenien una distància bastant gran del punt visual, els dibuixos van ser fets amb traços gruixuts i normalment en bicolor el negre d'òxid de manganès i el vermell d'òxid de ferro sobre una lleugera capa blanquinosa del fons amb blanc de plom. El temari pictòric varia des del geomètric al vegetal amb diferents classes de fulles o del bestiari a escenes figuratives humanes. Al segle xvi es van realitzar nous tipus amb la utilització de motlles amb figures en relleu i pintades amb vermell i negre però sense cap pintura en el fons.